# Albrecht Volkhart

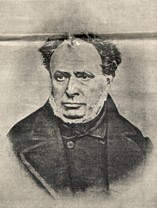
Albrecht Volkhart (Foto vor 1864, Studio Fritz Höfle, Augsburg)

Albrecht Christoph Alexander Volkhart (* 10. Juli 1804 in Fürth; † 26. September 1863 in Augsburg) war ein deutscher Buchdrucker, Publizist, Verleger und Kommunalpolitiker. Er setzte sich konsequent für die Pressefreiheit ein und war ein Vorkämpfer der deutschen Einheitsbewegung.

## Leben
Albrecht Volkhart wurde im Sommer 1804 als Sohn des Buchdruckers Johann Leberecht Volkhart und dessen erster Ehefrau Rosina Lips in der Fürther Markgrafengasse 12 geboren.
Seine Mutter starb früh (1806), und nach dem Tod des Vaters im Jahr 1814 lebte er bei einem Vormund. Zunächst absolvierte er eine Lehre im Druckerhandwerk in der Bieling’schen Druckerei in Nürnberg und arbeitete danach bei seinem Onkel, dem Hofbuchdruckereibesitzer Volkhart, in Amorbach sowie in der Druckerei Brügel in Ansbach.
Ab Oktober 1825 arbeitete Volkhart als Schriftsetzer im Verlag der Allgemeinen Zeitung in Augsburg. Dort konnte er 1827 eine eigene Druckerei erwerben, in der er auch Schriften von oppositionellen Demokraten wie Daniel Friedrich Ludwig Pistor oder Ernst Ludwig Große herausbrachte und ab 1832 die Tageszeitung Die Zeit verlegte. Die Veröffentlichung der oppositionellen Schriften führte 1832 zu seiner Verhaftung. Er weigerte sich standhaft, die Namen seiner demokratischen Gesinnungsgenossen zu nennen. Aufgrund der Anklagepunkte „versuchter Hochverrat“ und „fortgesetzte Majestätsbeleidigung“ wurde er zu einer unbefristeten Zuchthausstrafe verurteilt, die er im „Zuchthaus in der Au bei München“ absaß. Obwohl das Urteil normalerweise mindestens sechzehn Jahre Haft bedeutete, wurde Volkhart nach mehr als fünf Jahren von König Ludwig I. begnadigt.

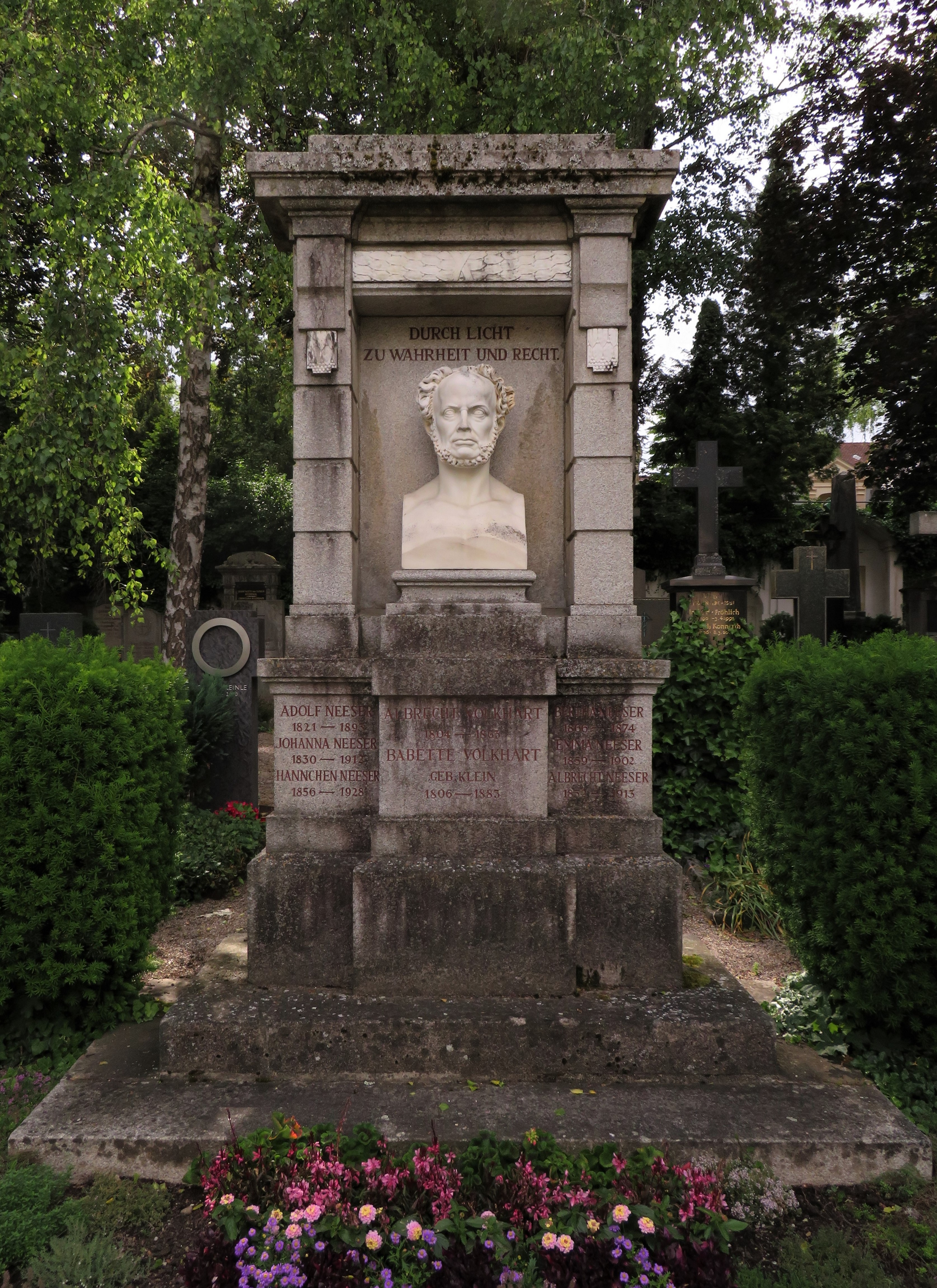
Familiengrab mit Büste von Albrecht Volkhart auf dem Protestantischen Friedhof Augsburg

Auch das liberal ausgerichtete Augsburger Anzeigblatt, ein Sprachrohr der Revolution von 1848 und liberales Kampforgan, wurde ab 1842 von Volkhart herausgegeben. Es wurde bis zu seinem Tod im Jahr 1863 wegen „Zensurvergehen“ 47-mal konfisziert. Das Augsburger Anzeigenblatt fusionierte 1883 mit den Augsburger Neuesten Nachrichten, die von 1862 bis 1932 erschienen.
Albrecht Volkhart starb am 26. September 1863 im Alter von 59 Jahren in Augsburg an einem „Schlagfluß“ und fand seine letzte Ruhestätte auf dem dortigen Protestantischen Friedhof. Das Familiengrab, in welchem auch seine Ehefrau, seine Tochter und deren Familie begraben sind, ist erhalten.

## Politische Ämter
Beim Frankfurter Gewerbekongress (1848) fungierte Volkhart als Abgeordneter der schwäbischen Gewerbevereine. Von 1848 bis 1854 gehörte er dem Magistratsrat der Stadt Augsburg an. In dieser Funktion setzte er sich auch bei einer Cholera-Epidemie im Jahr 1854 helfend und organisierend für die Erkrankten ein. 1857 war er als „Gemeindebevollmächtigter“ der Stadt Augsburg tätig. Zu seinen Freunden und Unterstützern zählten der Jurist Joseph Völk und Ludwig von Fischer, der durch Volkharts Einfluss zum Bürgermeister der Stadt Augsburg gewählt wurde.

„Sein Einsatz für die Annahme der Reichsverfassung von 1848 durch Bayern und seine vielfältigen sozialen Aktivitäten (…) machten ihn zu einer herausragenden politischen Persönlichkeit Augsburgs im 19. Jahrhundert.“

## Familie
Am 17. September 1827 heiratete Volkhart in der Augsburger Barfüßerkirche die Bierbräuerstochter Barbara „Babette“ Klein. Im Juni 1829 wurde der Sohn Johann Albrecht geboren, über dessen Lebensweg nichts bekannt ist. Die im November 1830 geborene Tochter Johanna heiratete 1852 den Augsburger Kaufmann Adolph Neeser (1821–1893).

## Posthume Ehrungen
- Noch in seinem Todesjahr 1863 gründeten Augsburger Bürger zu seinem Andenken die Albrecht-Volkhart-Stiftung. Zu deren 25-jährigem Bestehen wurde 1888 eine Zinnmedaille mit einem Brustbild Volkharts herausgegeben.[3]
- Die Volkhart-Straße im Augsburger Bahnhofs- und Bismarckviertel ist nach ihm benannt.

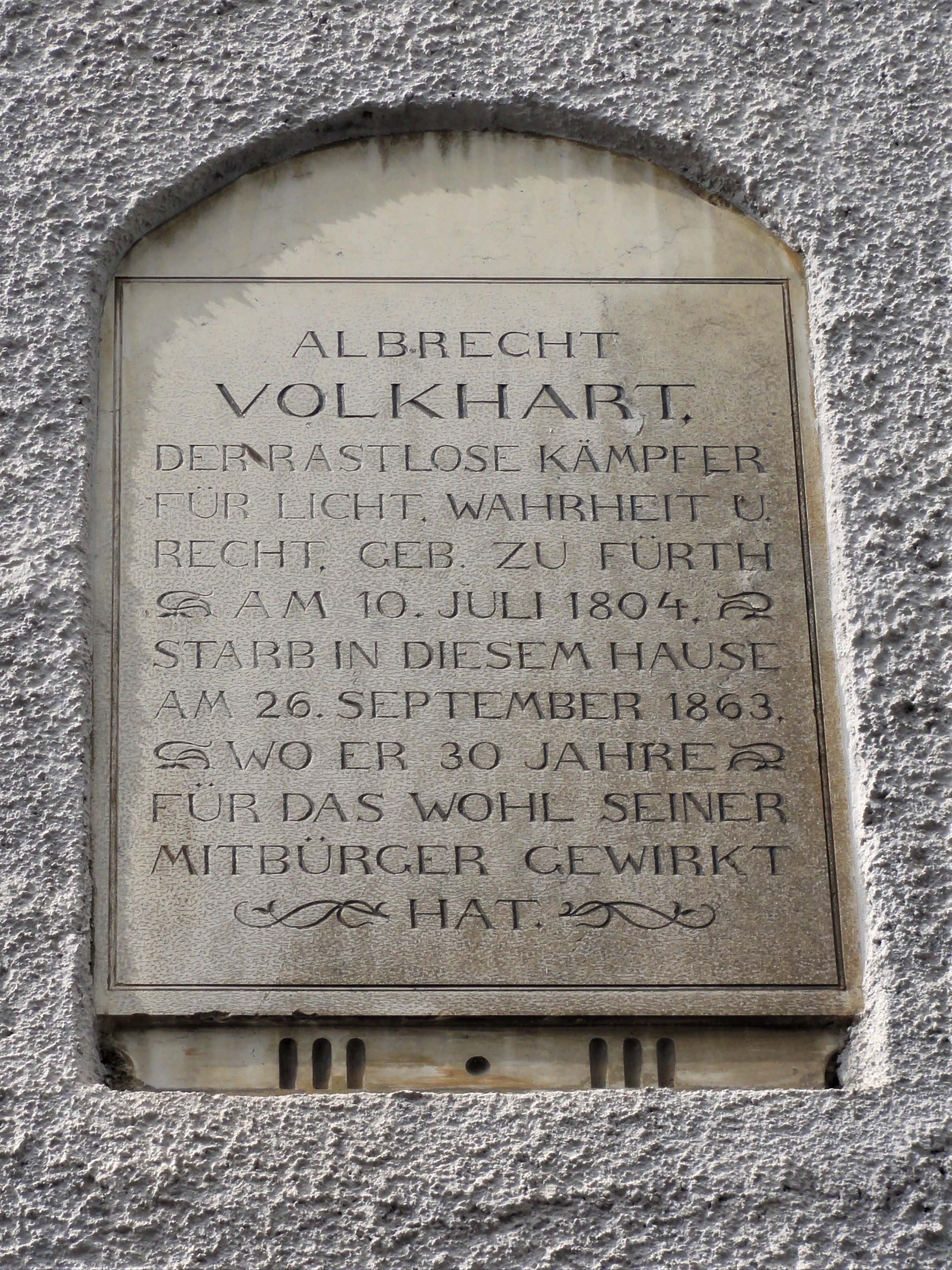
Gedenktafel in Augsburg

- An der Fassade des von ihm 1831 erworbenen Wohnhauses an der Adresse Weisse Gasse 11 in Augsburg, wo er starb, wurde eine steinerne Gedenktafel für ihn angebracht. Sie trägt die Inschrift:

„ALBRECHT

VOLKHART.

DER RASTLOSE KÄMPFER

FÜR LICHT, WAHRHEIT U.

RECHT. GEBOREN ZU FÜRTH

AM 10. JULI 1804.

STARB IN DIESEM HAUSE

AM 26. SEPTEMBER 1863.

WO ER 30 JAHRE

FÜR DAS WOHL SEINER

MITBÜRGER GEWIRKT

HAT.“